# Solec
Solec je malá vesnice, část obce Kněžmost v okrese Mladá Boleslav. Nachází se asi tři kilometry jihovýchodně od Kněžmostu. Solec je také název katastrálního území o rozloze 3,21 km². V katastrálním území Solec leží i Soleček.

## Historie
První písemná zmínka o vesnici pochází z roku 1323.

## Pamětihodnosti
- Kostel Nanebevzetí Panny Marie

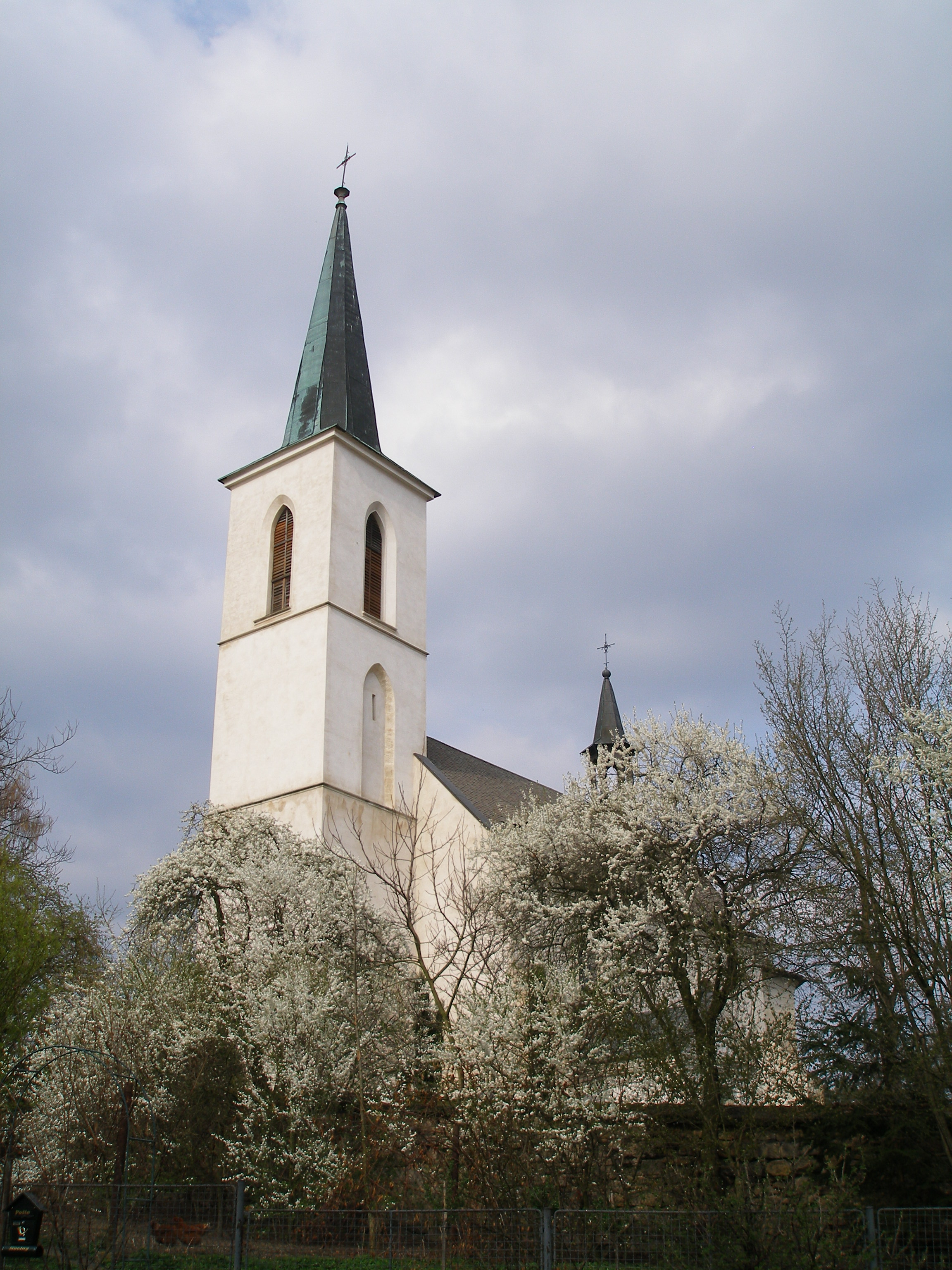
Kostel Nanebevzetí Panny Marie

- Tvrziště, archeologické stopy v jihovýchodní části vesnice